# Institut supérieur de traducteurs et interprètes
 (février 2025).
Si vous disposez d'ouvrages ou d'articles de référence ou si vous connaissez des sites web de qualité traitant du thème abordé ici, merci de compléter l'article en donnant les références utiles à sa vérifiabilité et en les liant à la section « Notes et références ».
 (février 2025).
Motif : Où sont les sources ?
- Archive Wikiwix
- Bing
- Cairn
- DuckDuckGo
- E. Universalis
- Gallica
- Google
- G. Books
- G. News
- G. Scholar
- Persée
- Qwant
- (zh) Baidu
- (ru) Yandex
- (wd) trouver des œuvres sur Wikidata

| 1. | Préciser le motif de la pose du bandeau. | Précisez le motif de la pose du bandeau en utilisant la syntaxe suivante : {{admissibilité à vérifier\|date=mars 2025\|motif=remplacez ce texte par le motif}}                                                        |
| 2. | Informer les utilisateurs concernés.     | Pensez à avertir le créateur de l'article, par exemple, en insérant le code ci-dessous sur sa page de discussion : {{subst:avertissement admissibilité à vérifier\|Institut supérieur de traducteurs et interprètes}} |

Cet article possède un paronyme, voir Institut supérieur d'interprétation et traduction.

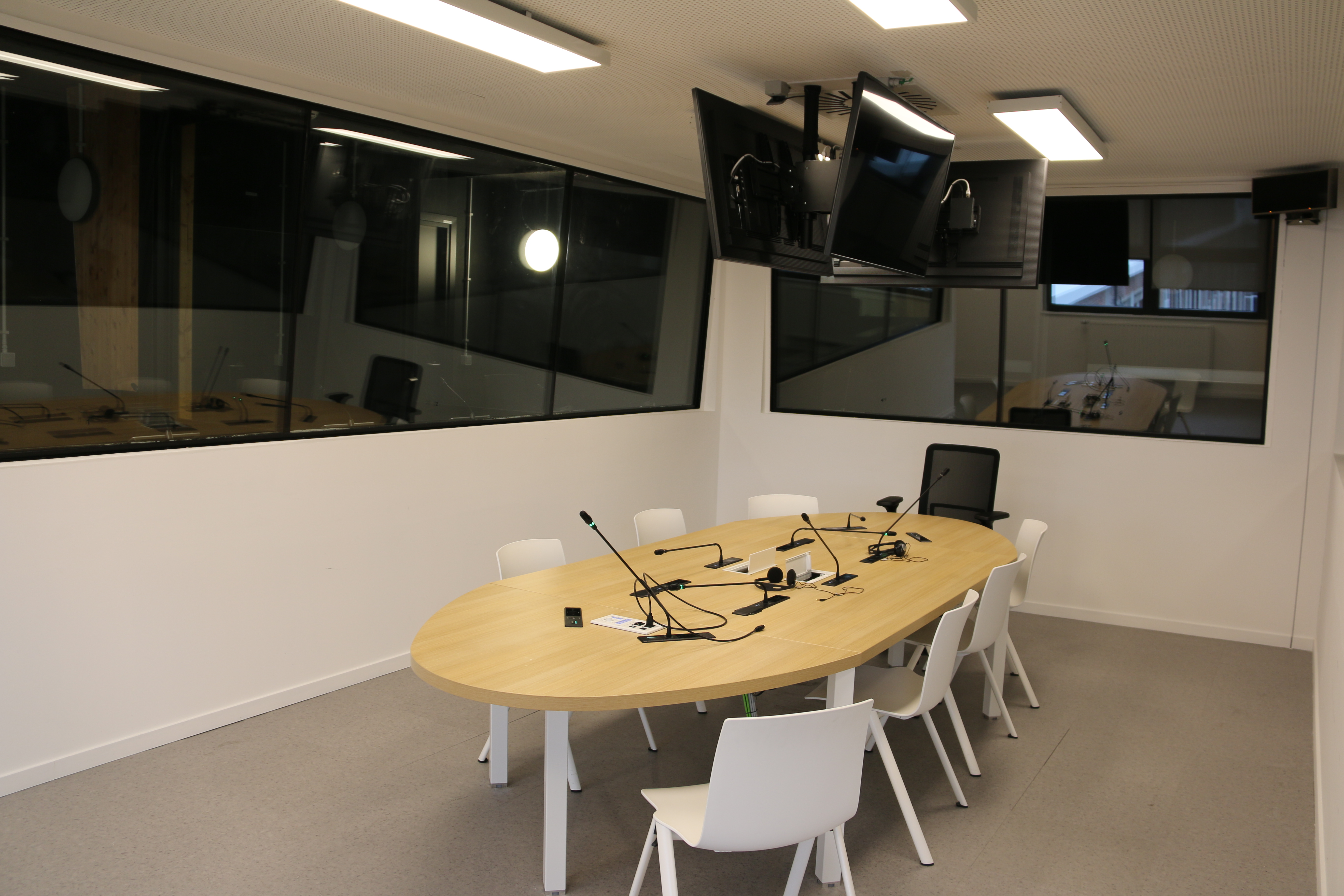
Cabines d'interprétation, ISTI, Campus Solbosch, ULB

Désormais appelé École de Traduction et Interprétation ISTI-Cooremans depuis 2015 et la réforme du paysage de l'enseignement supérieur, l'Institut supérieur de traducteurs et interprètes (ISTI) était, entre 1996 et 2015, l'un des trois départements de la Haute école de Bruxelles (HEB) et forme des traducteurs et interprètes depuis sa fondation en 1958. 
En septembre 2015, l'ISTI a fusionné avec le département de traduction-interprétation de l'Institut Cooremans pour intégrer ensemble l'Université libre de Bruxelles et poursuit donc ses activités de formation des traducteurs et interprètes au sein de l'ULB depuis cette date sous l'appellation École de Traduction et Interprétation ISTI-Cooremans, rattachée à la Faculté de Lettres, Traduction et Communication. Outre les activités d'enseignement, les activités de recherche autour de la traduction, de l'interprétation, du traitement automatique des langues et de la didactique sont développées au sein du centre de recherche Tradital.
Depuis 2022, l'École de Traduction et Interprétation ISTI-Cooremans organise ses activités d'enseignement sur le campus du Solbosch (bâtiment U).

## Formation
L'École de Traduction et Interprétation ISTI-Cooremans de l'Université libre de Bruxelles délivre les diplômes suivants : 
- Bachelier en traduction et interprétation ;
- Master en traduction (5 modules proposés):
  - Traduction littéraire et éditoriale :  traduire des textes littéraires et culturels, ou relevant de divers domaines des sciences humaines, se familiariser avec le monde éditorial ;
  - Relations internationales : se préparer à travailler pour les services de traduction des grandes institutions internationales, maîtriser les spécificités du langage diplomatique et politique ;
  - Multidisciplinaire : aborder la traduction dans une large palette de domaines spécialisés, s’habituer à appréhender rapidement de nouveaux sujets et à assimiler leur terminologie;
  - Adaptation audiovisuelle :  optimiser l’accessibilité de documents audiovisuels auprès d’un public cible francophone par le biais du sous- titrage, surtitrage, voice-over... ;
  - Localisation et gestion de projets : adapter en français un contenu informatique en langue étrangère (logiciel, jeu vidéo, site web), se former à la gestion de projet en agence de traduction ;
- Master en interprétation de conférence ;
- Doctorat en Langues, Lettres et Traductologie.